# Otto Strecker (Agrarwissenschaftler)
Otto Strecker (* 4. Februar 1931 in Oldendorf (Melle); † 23. März 2024 in Bonn) war ein deutscher Agrarwissenschaftler.

## Leben
Strecker absolvierte eine landwirtschaftliche Ausbildung. Danach studierte er an der Universität Bonn, arbeitete dort als Assistent und habilitierte sich. Von 1965 bis 1967 war er Direktor des Instituts für landwirtschaftliche Marktforschung der Bundesforschungsanstalt für Landwirtschaft in Braunschweig. 1967 erhielt er einen Ruf auf den neu eingerichteten Lehrstuhl für Landwirtschaftliche Marktlehre an der Universität Bonn und wurde Direktor des Bonner Instituts für Agrarpolitik, Marktforschung und Wirtschaftssoziologie. Dort war er auch als Dekan der Landwirtschaftlichen Fakultät der Universität Bonn tätig. Von 1966 bis 1972 war er Mitglied des wissenschaftlichen Beirats beim Bundesministerium für Ernährung, Landwirtschaft und Forsten. 1971/72 lehrte er als Gastprofessor an der Harvard Business School in den USA.
Strecker hatte Teil am Wandel von einer vornehmlich makröokonoisch ausgerichteten Agrarmarktlehre zu einem Agrarmarketing, das die landwirtschaftlichen Unternehmer ebenso wie die übrigen Akteure des Agribusiness als eigenverantwortlich handelnde, wirtschaftliche Subjekte begreift und ihre Entscheidungen analysiert und prognostiziert. Die Agrarzeitung würdigte ihn als Pionier des Agrarmarketing.
Strecker war seit 1973 Honorarprofessor an der Universität Bonn. Weiterhin war er Honorarprofessor an der Akademie für Management und Agribusiness in Sankt Petersburg.
Otto Strecker war Alter Herr der Akademisch-musikalischen Verbindung Makaria Bonn im SV.

## Ehrungen und Auszeichnungen
- 1999 Theodor-Brinkmann-Preis der Universität Bonn
- 2011 Verdienstorden der Bundesrepublik Deutschland (Verdienstkreuz erster Klasse)

## Schriften (Auswahl)
- Strecker, Otto et al.: Marketing für Lebensmittel. DLG-Verlag, Frankfurt, 1976
- Strecker, Otto et al. (Hrsg.): Agrarmarktforschung. CMA, Bonn, 1980
- Strecker, Otto et al.: Agrarmarketing als Aufgabe wirtschaftlicher Zusammenarbeit. Weltforum-Verlag, Köln, 1983
- Strecker, Otto et al.: Marketing in der Agrar- und Ernährungswirtschaft. DLG-Verlag, Frankfurt, 1996
- Strecker, Otto et al.: Marketing für Lebensmittel und Agrarprodukte. DLG-Verlag, Frankfurt, 2010